# Luise Büchner

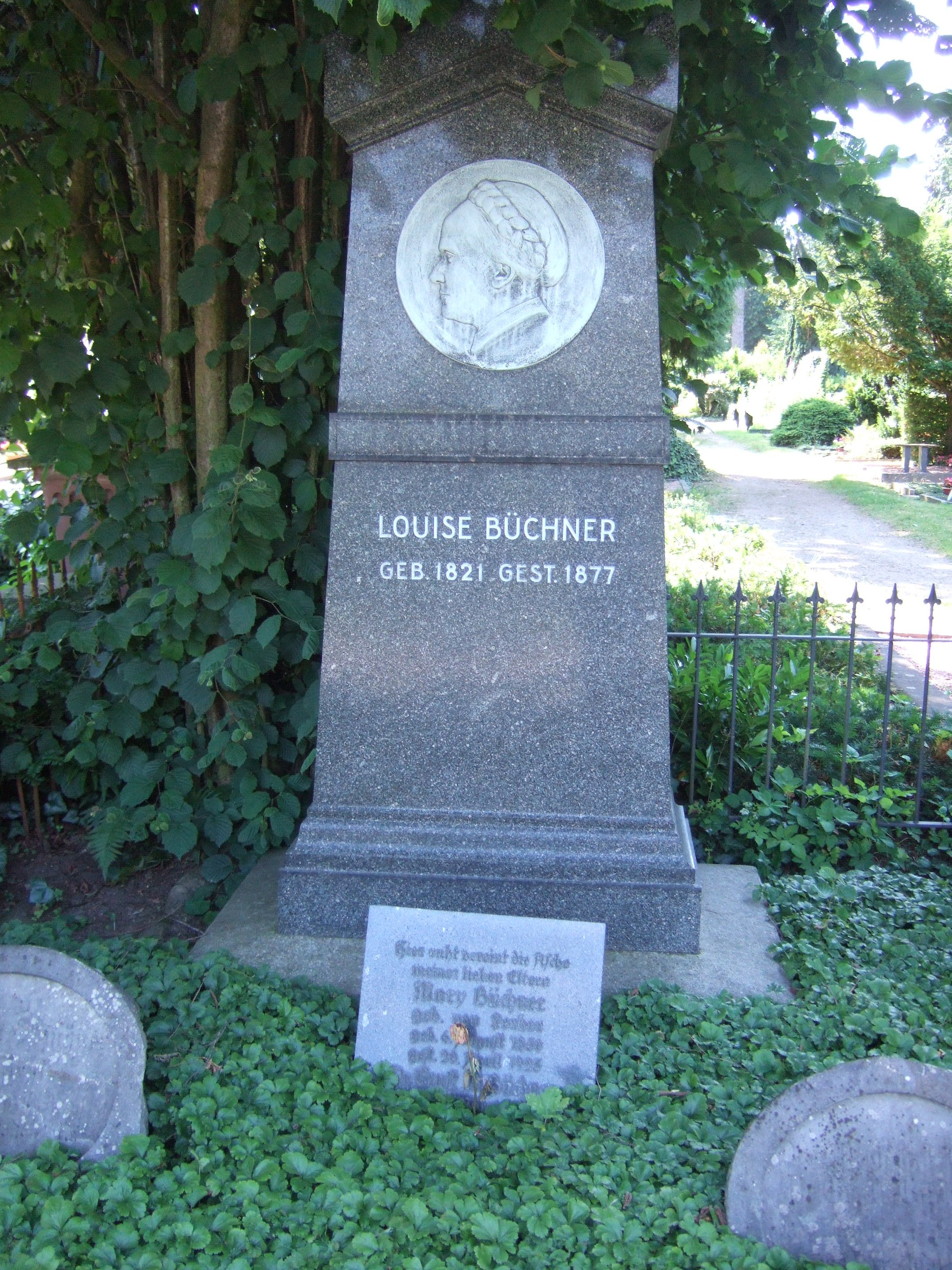
Luise Büchners grav på Alten Friedhof i Darmstadt.

Luise Büchner, född 12 juni 1821 i Darmstadt, död där 28 november 1877, var en tysk författare och feminist; syster till Georg, Ludwig och Alexander Büchner.
Büchner utgav Die Frauen und ihr Beruf (1855; femte upplagan 1884) samt flera dikter och romaner. År 1870 skrev hon, på anmodan av preussiska undervisningsministeriet, Praktische Versuche zur Lösung der Frauenfrage samt var på flera sätt verksam för kvinnofrågans lösning. Efter hennes död utgavs Die Frau och Nachgelassene belletristische und vermischte Schriften (båda 1878).